# トライアン・ヴイア

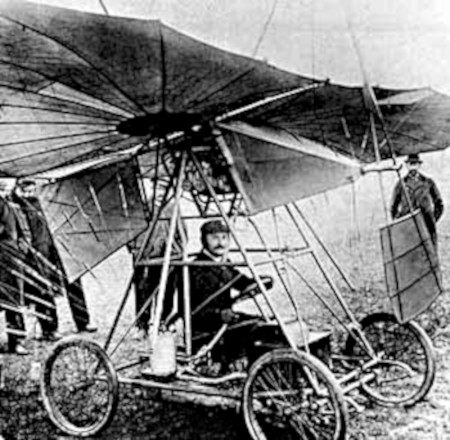

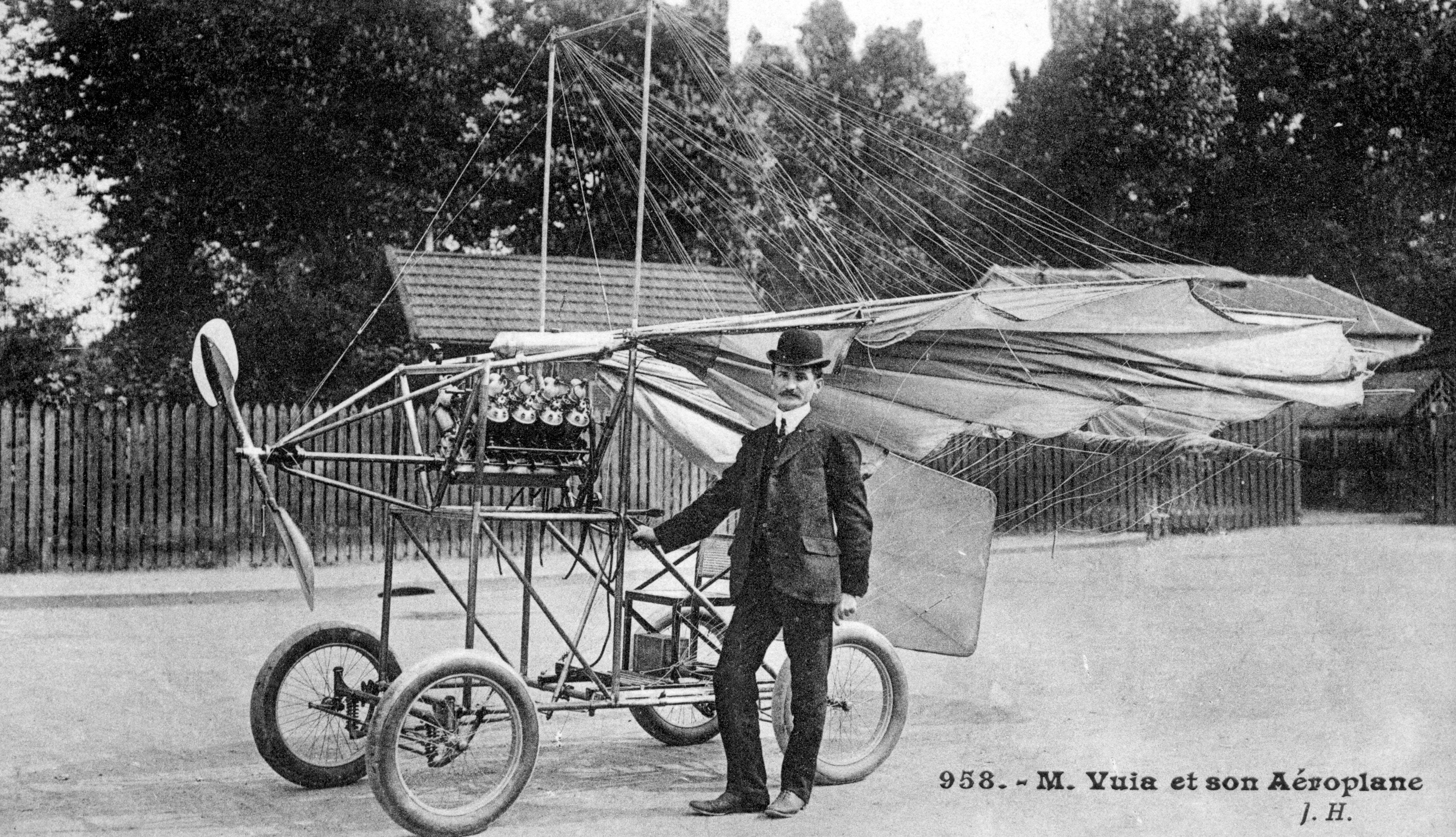

トライアン・ヴイア（ルーマニア語: Traian Vuia [トラヤーン・ヴーヤ]、1872年8月17日 - 1950年9月3日）は、ルーマニア王国の発明家で、航空のパイオニアである。自ら設計した飛行機で動力飛行を試みた。この飛行機は、動力飛行が試みられた最初の牽引式プロペラの単葉機であった。トラヤン・ヴヤ、ヴュイア、ビュイアなどとも表記される。
ハンガリー王国との国境近くの村に生まれ、ブダペストで学んだ後、飛行機械の設計を始め、資金を求めてパリに出た。科学アカデミーなどに協力を求めて拒絶されるなどしたがあきらめず、1905年12月Vuia Iを完成した。翼をはずした状態で操縦に習熟すると、1906年3月18日パリ郊外で動力飛行を試み、地面から離れ、高度1m、距離12mの「跳躍」を行なった。動力飛行の定義のひとつである継続的な飛行とはかけ離れたものであった。8月に改良型を製作し、何度か実験を行なったが、いずれも公式には動力飛行と認められなかった。1907年25馬力のアントワネット・エンジンを搭載したVuia IIを最初のパリ航空サロンに出品した。
1918年からヘリコプターを製作したほか、内燃機関を使った蒸気発生器の発明を行なった。